# Украинский язык в России

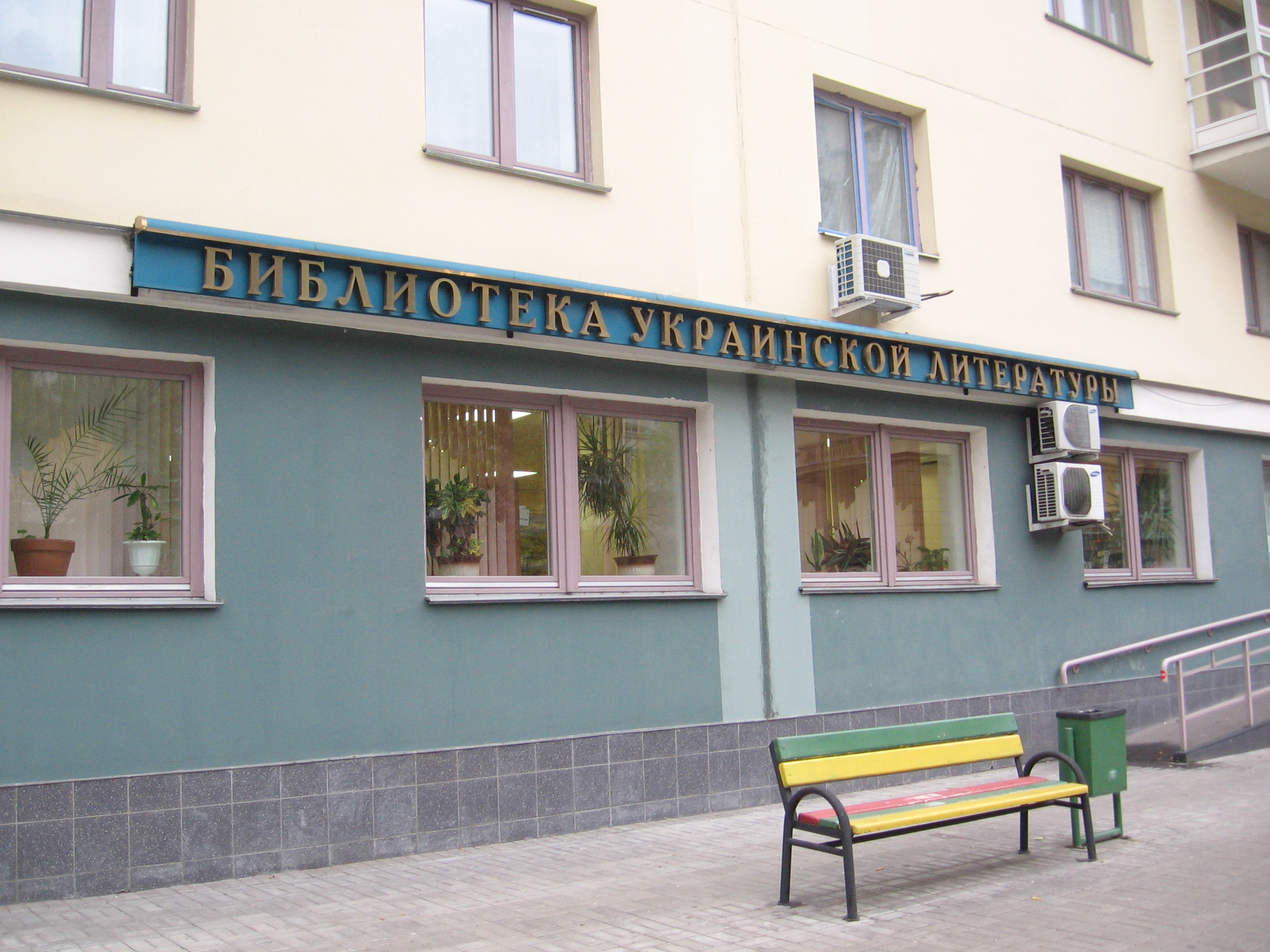
Библиотека украинской литературы в Москве

Украинский язык в России (укр. Українська мова в Росії) — один из распространённых языков Российской Федерации — 7-е место по числу носителей в России (1,1 млн чел. (вне зависимости от не/родного языка) или 0,82 % от населения страны по переписи 2010; в 2002 году — 4-е место при 1 815 210 владевших, или 1,25 %).
В РФ существовала одна библиотека украинской литературы в Москве, основателем которой являлся Юрий Кононенко. Библиотека украинской литературы в Москве (БУЛ) — государственное учреждение культуры, исторический преемник бывшей Центральной украинской библиотеки Москвы (1918—1938). Библиотека была снова закрыта в 2018 году.
Украинский язык исторически распространён на приграничных с Украиной территориях России: его востополесский диалект на Стародубщине (юго-западная часть Брянской области), слобожанский диалект на Восточной Слобожанщине (западная часть Курской области, южная часть Белгородской области, южная и центральная части Воронежской области) и степной диалект на Кубани (бо́льшая часть Краснодарского края, отдельные районы на юге Ростовской области).
Украинский язык Кубани местные называют «балачкой». На официальном уровне она, как и другие распространённые в России украинские диалекты, признана диалектом русского языка.
Согласно заявлению МИД РФ в 2009 году, «в Российской Федерации нет школ, где вся учебная программа преподаётся на украинском языке».
С 2014 года в ходе российско-украинской войны Россия проводит политику насильственной русификации и искоренения украинского языка на захваченных ею территориях Украины. Данной политике также подвергаются депортированные в Россию украинские дети.
В 2022 году радиостанция «Эхо Москвы» была оштрафована на 30 тысяч рублей за использование украинского языка в передаче «Що там у них».

## Попытка украинизации (1923—1932 годы)
В рамках политики коренизации на территориях РСФСР, населенных украинцами, советская власть до конца 1932 года проводила украинизацию: в делопроизводство вводился украинский язык, была создана система образовательных учреждений с преподаванием на украинском языке, готовились украинские кадры. Украинцы в РСФСР получили свои автономные образования. К 1 декабря 1933 года в РСФСР было 50 украинских национальных районов. Завершить украинизацию к концу 1932 года удалось далеко не во всех местностях, где украинцы составляли большинство населения.
На всей территории РСФСР (в отличие от других союзных республик) украинизация была быстро свёрнута на основании совместной директивы ЦК ВКП(б) и СНК СССР от 15 декабря 1932 года. Исполнение директивы на местах провели быстро и за несколько недель перешли от украинизации к русификации. Уже 28 декабря 1932 года бюро обкома ВКП(б) Центрально-Чернозёмной области во исполнение совместной директивы ЦК ВКП(б) и СНК СССР от 15 декабря 1932 года принял следующие решения:
- С 1 января 1933 года прекратить преподавание украинского языка во всех школах I и II ступеней (кроме седьмых групп выпуска текущего учебного года);
- С 1 января 1933 года отменить все курсы по подготовке учителей украинского языка;
- Заменить во всех учебных планах преподавание украинского языка и литературы на преподавание русского языка и литературы;
- С 15 января 1933 года прекратить преподавание украинского языка в педагогических техникумах (кроме третьих курсов);
- Ликвидировать Борисовский и Волоконовский украинские педагогические техникумы;
- Прекратить преподавание украинского языка в Белгородском педагогическом институте;
- Упразднить курсы по обучению украинского языка для технического состава сельсоветов.

26 декабря 1932 года вышло распоряжение № 59 по Центрально-Чернозёмной области, которое ликвидировало украинизацию в судопроизводстве. Этот документ предписывал:
- Перевести всё делопроизводство в судах и прокуратуре на русский язык;
- Немедленно прекратить переписку на украинском языке;
- Прекратить выплачивать работникам-украинцам любые надбавки за работу на украинском языке;
- Ликвидировать украинскую кассационную группу областного суда.

Таким образом, в украинских районах РСФСР незавершённая украинизация была заменена русификацией.

### Владение языками
- 1 400 576 украинцев владеют другими (кроме русского) языками (47,59 %), в том числе 1 267 207 украинцев владеют украинским языком (по переписи 2002 года):

| N  | язык                 | Количество 2002 | Уд. вес (%) |
| -- | -------------------- | --------------- | ----------- |
| 1  | русский язык         | 2935845         | 99,76       |
| 2  | украинский язык      | 1267207         | 43,06       |
| 3  | немецкий язык        | 70929           | 2,41        |
| 4  | польский язык        | 18164           | 0,62        |
| 5  | белорусский язык     | 9510            | 0,32        |
| 6  | молдавский язык      | 9399            | 0,32        |
| 7  | татарский язык       | 3688            | 0,13        |
| 8  | казахский язык       | 3547            | 0,12        |
| 9  | узбекский язык       | 2320            | 0,08        |
| 10 | грузинский язык      | 1927            | 0,07        |
| 11 | армянский язык       | 1413            | 0,05        |
| 12 | литовский язык       | 1044            | 0,04        |
| 13 | азербайджанский язык | 954             | 0,03        |
| 14 | коми язык            | 954             | 0,03        |
| 15 | мордовские языки     | 899             | 0,03        |
|    | другие               | 8621            | 0,29        |
|    | Всего                | 2942961         | 100,00      |

В 2010 году

### Образование
Уровень образования среди украинцев Российской Федерации старше 15 лет (2002):
| N  | образование                | количество | Уд. вес (%) |
| -- | -------------------------- | ---------- | ----------- |
| 1  | начальное общее            | 209768     | 7,13        |
| 2  | основное общее             | 291830     | 9,92        |
| 3  | среднее общее              | 421032     | 14,31       |
| 4  | начальное профессиональное | 345852     | 11,75       |
| 5  | среднее профессиональное   | 855426     | 29,07       |
| 6  | неполное высшее            | 67665      | 2,30        |
| 7  | полное высшее              | 543477     | 18,47       |
| 8  | послевузовское высшее      | 11845      | 0,40        |
| 9  | без начального образования | 23388      | 0,79        |
| 10 | не указали                 | 5815       | 0,20        |
|    | Всего                      | 2942961    | 100,00      |

## Структура украинского языка
Всего на территории Российской Федерации владеют украинским языком — 1 815 210 чел. (1,25 %, по переписи 2002) — по этому показателю украинский язык занимает 4-е место в государстве после русского, татарского и немецкого. В 2010 г. украинский язык по количеству владеющих переместился на 7-е место с показателем в 1 129 838 (0,79 % от населения России).

### Носители языка среди народов России
| N  | Национальность | Количество 2002 | Уд. вес (%) |
| -- | -------------- | --------------- | ----------- |
| 1  | Украинцы       | 1267207         | 69,81       |
| 2  | Русские        | 483715          | 26,65       |
| 3  | Белорусы       | 14412           | 0,79        |
| 4  | Татары         | 4809            | 0,26        |
| 5  | Армяне         | 2365            | 0,13        |
| 6  | Немцы          | 2066            | 0,11        |
| 7  | Чуваши         | 1148            | 0,06        |
| 8  | Азербайджанцы  | 877             | 0,05        |
| 9  | Мордва         | 739             | 0,04        |
| 10 | Башкиры        | 726             | 0,04        |
| 11 | Чеченцы        | 469             | 0,02        |
| 12 | Осетины        | 374             | 0,02        |
| 13 | Казахи         | 352             | 0,02        |
| 14 | Марийцы        | 349             | 0,02        |
| 15 | Удмурты        | 326             | 0,02        |
|    | Другие         | 35276           | 1,94        |
|    | Всего          | 1815210         | 100,00      |

В 2010 году

### Украинский язык в республиках и автономных округах России
| Регион                           | украинцы | Уд. вес (%) | владеют украинским языком 2002 | Уд. вес (%) |
| -------------------------------- | -------- | ----------- | ------------------------------ | ----------- |
| Адыгея                           | 9091     | 2,03        | 6200                           | 1,38        |
| Алтай                            | 1437     | 0,71        | 891                            | 0,44        |
| Башкортостан                     | 55249    | 1,35        | 25719                          | 0,63        |
| Бурятия                          | 9585     | 0,98        | 6376                           | 0,65        |
| Дагестан                         | 2869     | 0,11        | 3421                           | 0,13        |
| Ингушетия                        | 189      | 0,04        | 259                            | 0,06        |
| Кабардино-Балкария               | 7592     | 0,84        | 5262                           | 0,58        |
| Калмыкия                         | 2505     | 0,86        | 1608                           | 0,55        |
| Карачаево-Черкесия               | 3331     | 0,76        | 2725                           | 0,62        |
| Карелия                          | 19248    | 2,69        | 11361                          | 1,59        |
| Коми                             | 62115    | 6,10        | 38825                          | 3,81        |
| Марий Эл                         | 5097     | 0,70        | 3765                           | 0,52        |
| Мордовия                         | 4801     | 0,54        | 3546                           | 0,40        |
| Северная Осетия                  | 5198     | 0,73        | 3914                           | 0,55        |
| Татарстан                        | 24016    | 0,64        | 18710                          | 0,50        |
| Тыва                             | 832      | 0,27        | 543                            | 0,18        |
| Удмуртия                         | 11527    | 0,73        | 7620                           | 0,49        |
| Хакасия                          | 8360     | 1,53        | 4730                           | 0,87        |
| Чечня                            | 829      | 0,08        | 618                            | 0,06        |
| Чувашия                          | 6422     | 0,49        | 4726                           | 0,36        |
| Якутия                           | 34633    | 3,65        | 24053                          | 2,53        |
| Еврейская АО                     | 8483     | 4,44        | 3415                           | 1,79        |
| Агинский Бурятский АО            | 190      | 0,26        | 137                            | 0,19        |
| Коми-Пермяцкий АО                | 706      | 0,52        | 436                            | 0,32        |
| Корякский АО                     | 1029     | 4,09        | 737                            | 2,93        |
| Ненецкий АО                      | 1312     | 3,16        | 939                            | 2,26        |
| Таймырский (Долгано-Ненецкий) АО | 2423     | 6,09        | 2027                           | 5,09        |
| Усть-Ордынский Бурятский АО      | 1300     | 0,96        | 610                            | 0,45        |
| Ханты-Мансийский АО              | 123238   | 8,60        | 89517                          | 6,25        |
| Чукотский АО                     | 4960     | 9,22        | 3692                           | 6,86        |
| Эвенкийский АО                   | 550      | 3,11        | 348                            | 1,97        |
| Ямало-Ненецкий АО                | 66080    | 13,03       | 51790                          | 10,21       |

В 2010 году по всем регионам страны